# Alseodaphne rubrolignea
Alseodaphne rubrolignea är en lagerväxtart som beskrevs av André Joseph Guillaume Henri Kostermans. Alseodaphne rubrolignea ingår i släktet Alseodaphne och familjen lagerväxter. Inga underarter finns listade i Catalogue of Life.